# Racter
Racter is een computerspel dat werd ontwikkeld door Inrac Corporation en uitgegeven door Mindscape. Het spel kwam in 1984 uit voor DOS en later voor andere platforms. Het programma is een tekstprogramma waarmee de gebruiker een conversatie kan voeren met de computer. Het spel lijkt in dat opzicht op ELIZA. Het programma is niet perfect, maar was vooruitstrevend in zijn tijd.
Racter, een afkorting voor raconteur, is geschreven door William Chamberlain en Thomas Etter. In 1983 werd het programma onthuld in een boek met de titel The Policeman's Beard Is Half Constructed (ISBN 0-446-38051-2), wat beschreven werd als volledig geschreven door het programma. Het is een vroeg voorbeeld van tekstgeneratie door kunstmatige intelligentie.

## Platforms
- LAmiga (1986)
- Apple II (1985)
- DOS (1984)
- Macintosh (1985)

## Ontvangst
| Beoordeeld door                | Platform | Datum | Score |
| ------------------------------ | -------- | ----- | ----- |
| ASM (Aktueller Software Markt) | Amiga    | 1987  | 92%   |
| Tilt                           | Amiga    | 1987  | 60%   |